# Andrzej Matuszak
Andrzej Matuszak (ur. 4 lutego 1908 w Majdanie Krynickim, zm. 25 września 1998) – polski wojskowy, strzelec sportowy, działacz sportowy, mistrz świata w strzelectwie (1931).

## Życiorys
Ukończył gimnazjum w Zamościu i Szkołę Podchorążych Piechoty. Od 1927 uprawiał strzelectwo sportowe. W 1931 zdobył mistrzostwo świata w konkurencji karabin wojskowy na 300 m – postawa stojąc. Wielokrotnie sięgał po mistrzostwo Polski (w czterech konkurencjach w 1933, w jednej konkurencji w 1934 i 1935), był też mistrzem armii (1930) i dwukrotnym mistrzem DOK nr VII w strzelaniu z broni wojskowej. 
W latach 1928–1929 kierował sekcją strzelecką przy gimnazjum w Zamościu, w 1934 sekcją strzelecką WKS Kielce.
W kampanii wrześniowej walczył w stopniu porucznika w szeregach 2 Morskiego pułku strzelców, w obronie Gdyni. Następnie dostał się do niewoli niemieckiej, w której przebywał do końca wojny. W obozie jenieckim pobierał naukę malarstwa od Mariana Bohusz-Szyszko.
Po II wojnie światowej powrócił do Polski. W 1946 należał do inicjatorów reaktywacji Polskiego Związku Strzelectwa Sportowego, pod koniec lat 40. był jednym z założycieli sekcji strzelectwa sportowego w CWKS Warszawa. Na pierwszych powojennych mistrzostwach Polski – I Narodowych Zawodach w Strzelaniu w 1950 zdobył złote medale w strzelaniu z karabinu wojskowego (500 metrów stojąc, 500 metrów klęcząc, 500 metrów drużynowo – trzy postawy), z karabinka sportowego (3 postawy), pistoletu TT (25 metrów – dowolne ujęcie broni), pw-4 drużynowo, srebrne medale w strzelaniu z karabinu wojskowego (500 metrów – trzy postawy), z karabinka sportowego (100 m), z pistoletu dowolnego (50 metrów stojąc), z pistoletu automatycznego (do 5 sylwetek), pw-1 drużynowo i kb-3 drużynowo. Na I Ogólnopolskiej Spartakiadzie Zrzeszeń w 1951 wywalczył brązowy medal w konkurencji kbks-4, na mistrzostwach Polski w strzelectwie kulowym w 1952 zdobył złoty medal w konkurencji kb-1c stojąc, srebrny medal w konkurencji kbks-C stojąc oraz brązowy medal w konkurencji kb-1c stojąc, na mistrzostwach Polski w strzelectwie kulowym w 1953 – złoty medal w konkurencji pd-4, srebrne medale w konkurencji kb-1, kb-1c, kbks-5 - 3 postawy i kbks-5c. Po zakończeniu kariery zawodniczej pozostał w klubie jako trener i w tym charakterze pozostał w Legii do 1968. Z wojska odszedł w stopniu podpułkownika. W latach 60. był kapitanem sportowym Polskiego Związku Strzelectwa Sportowego.
Od 1965 uczestniczył w wystawach plastyków-wojskowych, specjalizował się w malarstwie sztalugowym.

## Ordery i odrodzenia
- Krzyż Srebrny Order Virtuti Militari[8]
- Krzyż Kawalerski Orderu Odrodzenia Polski (1969)[2]
- Złoty Krzyż Zasługi (1962)
- Srebrny Krzyż Zasługi (10 marca 1932)[9]